# Universitat de Califòrnia a Santa Cruz
La Universitat de Califòrnia a Santa Cruz (UC Santa Cruz o UCSC) és una universitat de recerca pública situada a Santa Cruz, Califòrnia. És un dels deu campus de la xarxa de la Universitat de Califòrnia i la que es troba més a prop de Silicon Valley. Ubicada al sud de San Francisco, al límit de la comunitat costera de Santa Cruz, el campus s'estén al llarg d'unes 810 hectàrees de turons boscosos amb vistes a l'oceà Pacífic i a la Badia de Monterey.
Fundada l'any 1965, UC Santa Cruz va néixer amb la intenció de promoure una educació avançada i interdisciplinària, mètodes d'ensenyament innovadors i l'arquitectura contemporània. El sistema de col·legi major consta de deu petits col·legis que es van crear com a variacions del sistema de col·legis universitaris d'Oxbridge.
L'UC Santa Cruz està classificada, segons la Carnegie Classification of Institutions of Higher Education en la categoria "R1: Universitats doctorals – Molt alta activitat en recerca". És membre de l'Associació d'Universitats Americanes, l'aliança més prestigiosa d'universitat de recerca dels Estats Units i Canadà.